# 사카로미세스 세레비시아
사카로미세스 세레비시아(학명: Saccharomyces cerevisiae)는 효모종 중 하나다. 고대 시대부터 포도주 양조, 베이킹, 맥주 양조에 쓰였다. 맥주효모균(麥酒酵母菌)이라고도 불린다. 기본적으로 포도 껍질에서 분리된 것으로 여겨진다. (효모를 자두처럼 검은 과일들의 껍질에 있는 백색의 얇은 막 성분으로 볼 수도 있다. 또한 식물 각피의 목랍에 존재한다.) 대장균이 세균의 모델이듯이, 사카로미세스 세레비시아도 분자 생물학이나 세포 생물학의 진핵 모델 생물로 집중적으로 연구되고 있다. 사카로미세스 세레비시아는 가장 흔한 종류의 발효를 돕는다. 사카로미세스 세레비시아는 구균이며, 길이는 직경 5–10 μm이다. 출아로 무성생식을 한다.
인간 생물학에서 세포 주기 단백질과 신호 단백질, 단백질 생산 효소들을 포함한 많은 중요 단백질들은 효모 내 상동기관을 연구하면서 처음 밝혀졌다. 사카로미세스 세레비시아는 현재 특정 분비 기관 경로에 관여하는 버클리 바디를 가지고 있는 유일한 효모인 것으로 알려져있다. 사카로미세스 세레비시아에 대적하는 항체는 60-70%는 크론병에 걸린 환자에게서, 그리고 10-15%는 궤양성 대장염에 걸린 환자에게서 발견된다. (8%는 과학적 제어를 통해 발견된다.) 사카로미세스 세레비시아는 빵 냄새에도 기여하는 것으로 알려졌는데, 효모 내에 있는 프롤린과 오르니틴이 빵 껍질의 구운 향을 내는 2-아세틸-1-프롤린의 전구체로 작용하기 때문이다.

## 어원
"Saccharomyces"라는 이름은 그리스어를 라틴 알파벳으로 표기한 것이고, "sugar-mold" 또는 "sugar-fungus"를 의미하는데, 설탕을 뜻하는 saccharon (σάκχαρον)과 균을 뜻하는 myces (μύκης)를 합성한 단어이다. cerevisiae는 라틴어로 "맥주의"라는 뜻이다. 이 효모를 부르는 다른 이름들은 다음과 같다.
- 양조 효모[7]
- 에일 효모
- 윗면 발효 효모
- 빵 효모[7]
- 라기 효모, 인도네시아 음식 타파이(Tapai) 제작과 관련이 있다.
- 출아 효모

이 종은 또한 영양효모로 쓰이거나, 효모추출물로 만들어 식품 첨가제, 향미증강제로 쓰인다.

## 역사
19세기 제빵사들은 맥주 양조장에서 효모를 구해 카이저 롤같이 단맛나는 발효빵을 만들었는데, 이런 종류의 빵에서는 젖산균의 발효로 인한 신맛을 느끼지 못했다.
맥주 양조장은 서서히 윗면 발효 효모에서 아랫면 발효 효모를 사용하기 시작했다. 비엔나 빵이 1846년 개발되었다. 일반적으로 비엔나 빵이 획기적이라고 하는 데는 베이킹 오븐 내에 스팀을 사용해서 다른 빵 껍질의 특성을 보여준 덕분이라 하지만, 곡물을 곱게 빻은 가루를 제작 과정에 포함한 것도 주목할만 하다.
루이 파스퇴르의 연구를 이은 미생물학의 발전으로 순수한 품종을 배양하기 위한 방법들이 더욱 발달했다. 1879년, 영국은 사카로미세스 세레비시아의 생산을 위한 특화된 증식 통(growing vats)을 소개했다. 미국에서는 19세기가 끝날 즈음에 효모를 모으기 위해 원심분리기를 사용했다.

## 생물학

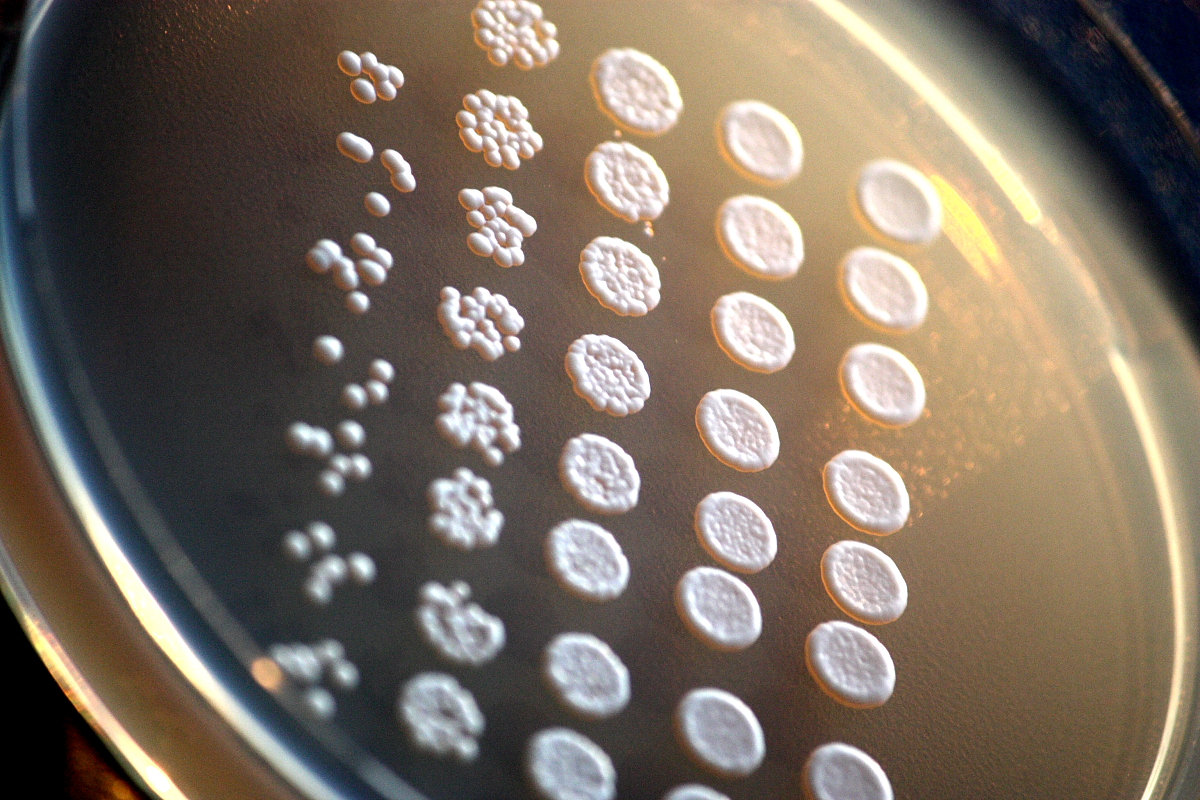
한천을 바른 접시 위에 증식된 세균 균락

### 생태
자연적으로 효모는 포도와 같은 숙성된 과일에서 주로 발견된다. (숙성되기 전 포도는 효소가 거의 없다.)
겨울을 나는 사회성 말벌종의 여왕 성체는 효모를 가을부터 봄까지 보호해서 자손들에게 전달해줄 수 있다. 사회성 말벌종인 유럽쌍살벌의 창자는 잡종 S. cerevisiae × S. paradoxus와 S. cerevisiae를 보존해준다. Stefanini et al. (2016)에 의하면, 유럽쌍살벌의 창자는 S. cerevisiae에 포자 형성과 발아를 촉발시킬 환경적인 조건을 제공한다.
S. cerevisiae가 증식하기 위한 최적의 온도는 섭씨 30-35도이다.

### 생활 주기
반배체와 이배수체인 효모가 생존하고 번식할 수 있다. 반배체 효모는 단순한 체세포 분열 생활 주기 및 세포 성장을 따르며, 일반적으로 큰 스트레스를 받으면 죽는다. 이는 균의 무성 형태이다. 이배수체 효모는 반배체 효모와 비슷하게 단순한 체세포 분열 생활 주기와 세포 성장을 따른다. 체세포 분열 생활 주기가 진행되는 비율은 반배수체와 이배수체 효모 간에 상당히 다르게 나타난다. 스트레스를 받은 상태에서는, 이배수체는 감수 분열로 네 개의 반배수체 포자를 만들어 번식할 수 있는 포자를 형성한다. 이는 균의 유성 형태이다. 최적의 조건 하에 효모의 개체수는 100분마다 2배씩 늘어난다. 하지만, 증식 비율은 종에 따라, 그리고 환경에 따라 상당히 변화한다. 평균적인 복제 가능 수명(RLS)은 대략 26회의 세포 분열이다.
야생에서, 열성의 해로운 돌연변이가 이배수체 효모의 오랜 기간의 무성생식 과정에서 축적되는데, 자가 수정 중에 제거된다. 이러한 제거 과정을 "genome renewal"이라 한다.

### 생물학적 특징

#### 세포질 분열
세포질 분열은 S. cerevisiae가 두 개의 딸세포로 분열하도록 돕는다. S. cerevisiae는 세포 주기 동안 성장할 수 있는 아체를 형성시켜 후에 체세포 분열이 끝날 때 아체는 모세포에서 떨어지게 된다.
S. cerevisiae는 세포 주기 연구와 관련이 있는데, 그 이유는 다른 운명과 크기를 가질 두 개의 딸세포를 만들기 위한 극성 세포를 사용하면서 비대칭적으로 분열하기 때문이다. 줄기 세포도 비슷하게 분화 및 자기 재생을 위해 비대칭 분열을 이용한다.

##### 타이밍
많은 세포들 내에는 S기가 다 끝날 때까지 M기가 일어나지 않는다. 하지만 S. cerevisiae의 체세포 분열 과정에서는 사실이 아니다. 세포질 분열이 G1 후기의 출아 과정과 함께 시작되며 다음 주기의 중간쯤까지는 완성되지 않는다. S기 내 염색체 복제가 끝나기 전에 방추가 형성될 수 있다. 추가적으로, M기와 S기 사이의 G2기가 명확하게 정해지지 않는다. 그러므로, 고등 진핵생물에 존재하는 광범위한 규제가 존재하지 않는다.
딸세포가 형성될 때, 딸세포는 모세포의 2/3 크기를 갖는다. 체세포 분열 중에는 모세포의 크기가 유의미한 변화를 보이지 않는다.
세포질 분열이 끝난 이후에는 딸세포 내의 RAM 경로가 활성화되어 딸세포가 적절히 분리되도록 한다.

##### 액토마이오신 링과 primary septum 형성
S. cerevisiae의 세포질 분열에 두 개의 상호의존적인 과정이 일어난다. 첫 번째 과정은 수축성 액토마이오신 링 (AMR) 형성이고, 두 번째 과정은 세포질 분열 과정에서만 형성될 수 있는 키틴질 세포 벽 구조인 primary septum (PS) 형성이다. PS는 동물의 세포외기질 개조 과정을 닮는다. AMR이 수축할 때, PS가 자라기 시작한다. AMR을 억제하면 PS의 성장에도 지장을 주는데, 서로 종속된 역할을 가지고 있다는 것을 암시한다. 추가적으로 PS를 억제해도 AMR에 지장을 주는데, 이는 액토마이오신 링과 primary septum이 서로 종속적인 관계를 띤다는 것을 암시한다.
시토졸을 마주하여 세포막에 붙어있는 AMR은 세포가 분열하도록 돕는 액틴과 마이오신 II 분자로 구성되어 있다.
신축성 링의 적절한 협력과 옳은 방향으로의 형성은 septum 링의 전구물질인 셉틴에 달려있다. 이러한 GTP가수분해효소는 다른 단백질과 함께 복합체를 만든다. 셉틴은 싹이 G1 후기 동안 만들어질 곳에 링을 형성시켜 액틴-마이오신 링의 형성을 촉진시킨다. 하지만 그 기작은 알려지지 않았다. GTP가수분해효소가 다른 필수 세포질 분열 과정에도 구조적인 지원을 돕고 있음을 시사한다.
셉틴과 AMR 복합체는 골지체에서 소낭에 의해 전달된 글루칸 및 다른 키틴질 분자로 구성된 primary septum을 만드는 과정을 진행한다. AMR 형성이 끝나면, 글루칸에 의해 두 개의 secondary septum이 형성된다.
미소관은 AMR과 septum과 비교했을 때 세포질 분열에서 중대한 역할을 하진 않는다. 미소관의 억제가 극성 증식에 중대한 손상을 끼치지 않았다.

##### 분열 효모와의 차이점
- 출아 효모는 모세포로부터 싹을 형성하고, 이 싹은 세포 주기와 분리 기간동안 자란다. 반면에 분열 효모는 세포벽으로 세포가 나뉘게 된다.[23]
- 출아 효모에서는 세포질 분열이 G1기부터 시작하지만 분열 효모는 G2기에 세포질 분열이 시작된다. 분열 효모는 세포벽이 생성될 중간지점을 정하지만, 출아효모는 싹이 날 곳을 정한다.[30]
- 출아 효모에서는 핵분열 후기 과정 중 초반에 액토마이오신 링과 septum을 계속 발달시키고, 분열 효모에서는 핵분열 중-후기 과정중에 액토마이오신 링이 발달되기 시작한다.[30]

## 생물학 연구

### 모델 생물

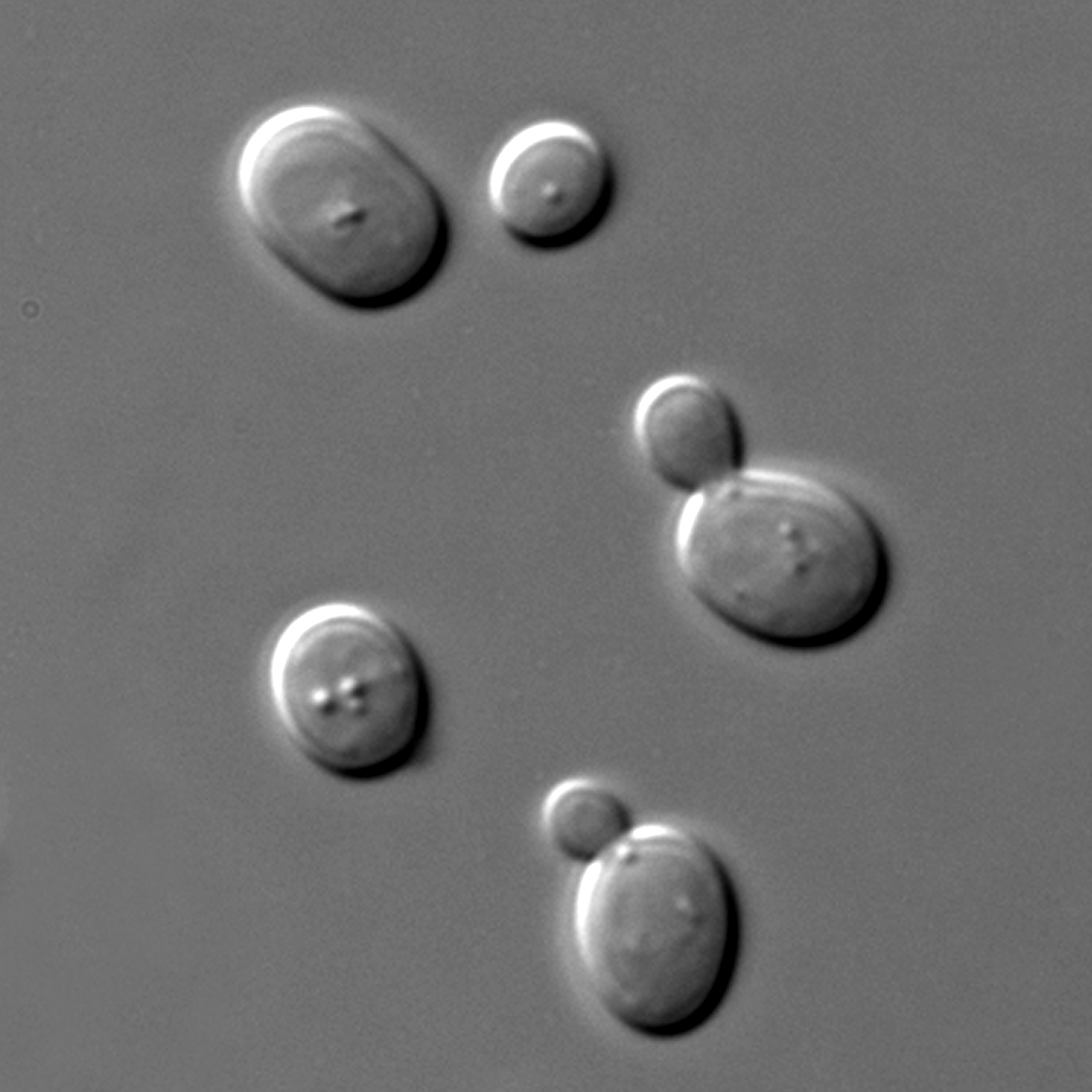
미분간섭현미경(DIC)으로 관찰한 S. cerevisiae

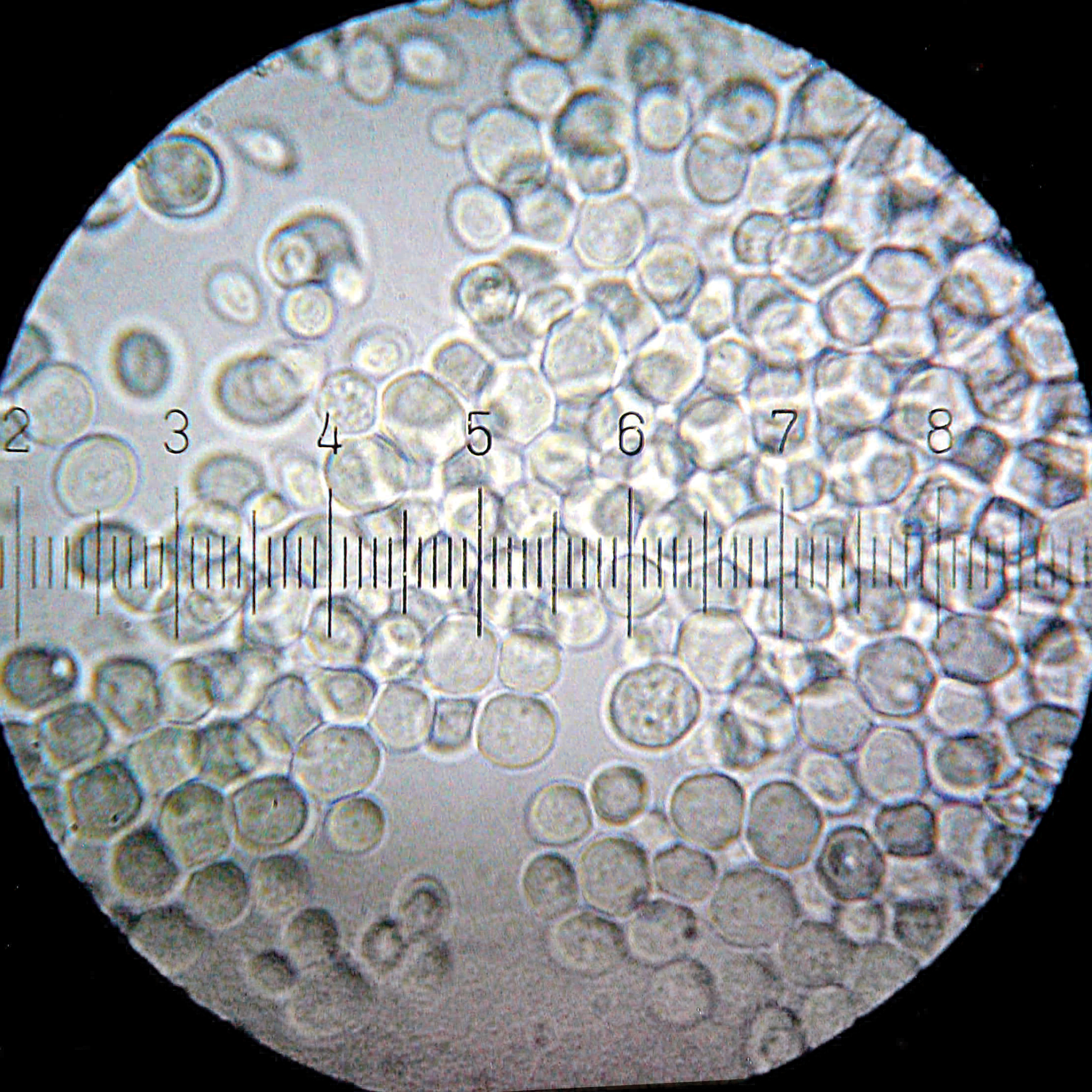
Saccharomyces cerevisiae
한 숫자 눈금 당 11 마이크로미터 떨어져있다.

연구원들은 크기, 세대 시간, 접근성, 조작, 유전, 기작 보전, 잠재적인 경제적 이익과 같은 여러 가지 특성을 생물에서 찾는다. 효모 종 S. pombe와 S. cerevisiae는 잘 연구되어있다. 두 종은 대략 6-3억년 전에 분화했으며, DNA 손상과 DNA 수선 연구에 중요한 도구가 된다.
S. cerevisiae는 많은 기준에서 연구하기 적합하기 때문에 모델 생물로 사용된다.
- 단세포 생물로써, S. cerevisiae는 작고 세대 시간이 섭씨 30도에서 1.25-2 시간으로 짧으며[32], 쉽게 배양시킬 수 있다. 이런 좋은 특성으로 빠른 배양이 가능하고 저렴한 비용으로 많은 양의 견본을 유지할 수 있다.
- S. cerevisiae는 감수 분열을 하기 때문에 유성 생식과 관련된 유전학 연구의 대상이 된다.
- S. cerevisiae는 형질전환이 가능해서 상동재조합을 통해 새로운 유전자를 추가하거나 유전자를 제거하는 것이 가능하다. 또한 반배수체 S. cerevisiae를 배양해 유전자 제거 품종을 단순화시킨다.
- S. cerevisiae는 고등 진핵생물에서 찾아볼 수 있는 높은 비율의 비번역 DNA가 없고, 동식물의 복잡한 내부 세포 구조를 공유한다.
- S. cerevisiae 연구가 결과적으로 산업계에서 경제적 이익이 된다.

### 노화 연구
50년 넘게 S. cerevisiae는 노화를 이해하기 위한 모델 생물로 연구되었으며 다른 모델 생물보다 더 노화에 영향을 주는 포유류 유전자의 식별에 도움을 주고 있다. 효모를 이용해서 연구한 주제중 일부는 생물학적 노화에 관여하는 세포 경로와 칼로리 제한이다. 효모에서 나이를 측정하는데 주로 쓰이는 두 가지 방법이 있는데, 하나는 세포가 분열하는 횟수를 측정하는 Replicative Life Span (RLS)과, 얼마나 세포가 분열하지 않는 상태로 남아있는지 측정하는 Chronological Life Span (CLS)이 있다. 배지 내의 포도당 또는 아미노산의 양을 제한하는 것은 다른 생물 뿐만 아니라 효모의 RLS와 CLS를 증가시킨다는 것을 보여주고 있다.

## 상업적인 이용

### 양조효모
사카로미세스 세레비시아는 맥주 양조에 이용되는데, 이를 이용해서 양조하는 것을 윗면 발효라고 하는데, 발효 과정에서 효모의 소수성 표면이 CO2에 부착되어 용기 위에 뜨기 때문이다. 윗면 발효 효모는 라거 효모 Saccharomyces pastorianus보다 더 높은 온도에서 발효되고, 윗면 발효로 만들어진 맥주는 라거 이스트로 동일하게 발효한 것과 다른 맛을 보여준다. 효모를 섭씨 21도 근처의 온도로 두거나, 발효 과정 중에 맥주의 발효 온도가 변화를 거듭하게 되면 과일향이 나는 에스테르가 형성될 수도 있다. 라거 효모는 일반적으로 Saccharomyces cerevisiae가 활동을 중단하는 약 섭씨 5도의 온도에서 발효시킨다. 변종 이스트인 Saccharomyces cerevisiae var. diastaticus는 맥주 스포일러로, 포장된 제품 내에서 2차 발효를 일으켜 양조업자가 원치 않는 맛, 향으로 맥주를 변형시킨다.
2013년 5월, 오리건주 입법부는 S. cerevisiae가 빠른 맥주 양조로 오리건주의 경제와 아이덴티티를 지켜냈음을 인정하고 S. cerevisiae를 오리건주의 상징 미생물로 지정했다.

### 빵효모
S. cerevisiae는 제빵에 이용되는데, 발효되면서 생성된 이산화탄소가 팽창제로 작용한다. 역사적으로 이러한 효모 이용은 양조 산업과 밀접한 관련이 있다. 제빵사들은 양조업자들의 에일에서 맥주 거품 또는 효모가 들어있는 거품을 가져오거나 구입했다. 오늘날, 양조와 제빵 효모 품종은 다소 다르다.

### 영양효모
S. cerevisiae는 영양효모의 주된 재료이다. 비건이나 채식주의자들에게는 치즈 대용의 재료로 인기있으며, 비타민과 미네랄이 들어있는 식품 첨가제로도 이용되는데, 특히 아미노산과 비타민 B 복합체가 들어있다.

### 수족관에서의 이용
CO2 원통 시스템의 가격이 높기 때문에, 효모를 사용한 CO2 주입은 양식업자에게 가장 인기있는 DIY 방법 중 하나이다. 효모는 수중의 수생식물에게 CO2를 공급하는 역할을 한다. 효모 배양은 일반적으로 플라스틱 병에 유지되는데, 보통 전형적인 시스템은 3-7초마다 한 번씩 방울을 만들어낸다. 물에서 기체를 적절히 흡수하기 위한 다양한 방법들이 창안되었다.

## 약
S. cerevisiae는 인간과 동물에게 프로바이오틱으로 사용된다. 특히, Saccharomyces cerevisiae var. boulardii 변종은 산업적으로 제조되었고 임상약으로 쓰인다.
몇몇 임상 및 실험 연구는 Saccharomyces cerevisiae var. boulardii가 몇몇 위장 질환의 예방 및 치료에 어느 정도 효과가 있다고 말한다. 적당한 질의 증거는 Saccharomyces cerevisiae var. boulardii가 성인과 어린이에게 나타나는 항생물질성 설사의 위험을 줄여주고 헬리코박터균 박멸 치료법의 부작용을 줄여준다는 것을 보여준다. 또한 일부 제한된 증거들은 Saccharomyces cerevisiae var. boulardii가 여행자 설사를 치료해주진 않지만 예방시켜주며, 최소한 보조 치료로써 성인과 어린이의 극심한 설사와 어린이의 지속적인 설사를 치료하는 효과가 있다는 것을 뒷받침해준다. Saccharomyces cerevisiae var. boulardii는 또한 알레르기성 비염의 증상을 줄여줄 수도 있다.

## 같이 보기
- Saccharomyces cerevisiae 추출물: 베지마이트, 마마이트, 세노비스, 기네스 효모 추출물
- Saccharomyces cerevisiae boulardii (Saccharomyces boulardii)
- 자가 양조 증후군

## 참고 자료
- Arroyo-López FN, Orlić S, Querol A, Barrio E (2009). “Effects of temperature, pH and sugar concentration on the growth parameters of Saccharomyces cerevisiae, S. kudriavzevii and their interspecific hybrid” (PDF). 《Int. J. Food Microbiol.》 131 (2–3): 120–27. doi:10.1016/j.ijfoodmicro.2009.01.035. PMID 19246112.
- Jansma, David B. (1999). 《Regulation and variation of subunits of RNA polymerase II in Saccharomyces cerevisiae》 (PDF) (Ph.D.). University of Toronto.